# Bonfilio di Monaldi
Bonfilio di Monaldi var under 1200-talet en borgare och medlem av rådet i Florens.
Tillsammans med sex meningsfränder instiftade han 1240 Serviterorden.